# Van Tilburg-Bastianen Groep
Van Tilburg-Bastianen Groep is een Nederlandse regionaal en internationaal opererende onderneming op het gebied van automotive. Het familiebedrijf is gespecialiseerd in het verkopen en onderhouden van personenwagens, lichte- en zware bedrijfsvoertuigen, occasions en gebruikte trucks, schadeherstel en lease. Het bedrijf telt circa 1.100 werknemers, verdeeld over 30 vestigingen. Het hoofdkantoor bevindt zich in Breda.

## Geschiedenis
In 1934 namen Piet van Tilburg en zijn vrouw Riet een klein garagebedrijf over dat gelegen was in het centrum van Breda, aan de Ginnekenweg 13. In eerste instantie kreeg het de naam Garage Zandberg , later werd dit veranderd in Automobielhandel P. Van Tilburg-Bastianen. Het bedrijf legde zich in de eerste jaren toe op verkoop en revisie van auto- en vrachtwagenmotoren en het rondslijpen van krukassen.

## 1945 - 2007
Na de Tweede Wereldoorlog lukte het hen om het bedrijf verder uit te bouwen door onder andere de verwerving in 1947 van het dealerschap van Volkswagen. De gunstige ligging van Breda ten opzichte van de havens van Rotterdam en Antwerpen zorgde voor een toename van vestiging van transportbedrijven, hetgeen maakte dat de omzet groeide. Kort nadat Hub en Wim van Doorne met de ontwikkeling van DAF-vrachtwagens waren begonnen wist het bedrijf als een van de eerste bedrijven in 1950 het agentschap hiervoor te verwerven. Verdere groei leidde in de jaren 1970, mede door het dealerschap voor Audi, tot een verdere uitbouw van het bedrijf.
In 1987 kwam de leiding van het bedrijf in handen van schoonzoon Mac Bastianen en dochter Tos van Tilburg. Beiden werkten al van jongs af aan in de onderneming. Zij openden in de jaren daarna meerdere vestigingen in Breda en West-Brabant. In 2003 trok de familie zich terug uit de leiding van het bedrijf. Er werd een nieuw management aangesteld. Wel bleef de familie als aandeelhouder nauw betrokken bij het beleid van de onderneming. Verdere expansie volgde door opening van nieuwe vestigingen in Nederland en, na verkrijging van het DAF-dealerschap voor centraal Polen, meerdere vestigingen in Polen.

## 2008 - 2023
In 2008 werd geïnvesteerd in een aantal nieuwbouwprojecten, waaronder het nieuwe hoofdkantoor op het industrieterrein Heilaar-Noord, een nieuw aflevercentrum in Roosendaal en een nieuw pand voor de DAF-trucks in Tiel.  Vanaf 2011 breidde het bedrijf verder uit door een aantal dealerschappen en overnames. Het bedrijf werd Krone Service Dealer, Ginaf dealer, importeur te van Solaris-bussen en in 2015 werd het dealerschap van de personenwagenmerken Seat en SKODA verkregen na overname van de Firma Tigchelaar Groep. In hetzelfde jaar werden ook vier vestigingen van EBAG-trucks overgenomen in de regio Nijmegen-Arnhem-Utrecht. 
In 2019 volgde de overname van het autobedrijf Auto Borchwerf, met ruim honderd werknemers in dienst, dat actief was in de regio West-Brabant en Tholen als merkdealer van Volkswagen, Audi, Škoda, Seat en Volkswagen Bedrijfswagens. In januari 2023 werd Allers Bedrijfswagens overgenomen, een bedrijf met ruim tweehonderd werknemers. Zij waren actief in de regio Oost-Brabant, Limburg en West-Duitsland als merkdealer van DAF. Met de overname werd de onderneming ook direct actief in Duitsland, voor van Tilburg-Bastianen een derde land. Het bedrijf groeide  met deze overname naar meer dan 1.000 medewerkers in dertig vestigingen.